# Levkiv, Krîjopil
Levkiv (în ucraineană Левків) este un sat în comuna Sokolivka din raionul Krîjopil, regiunea Vinnița, Ucraina.

## Demografie
Componența lingvistică a localității Levkiv
     Ucraineană (99,47%)
     Alte limbi (0,53%)
Conform recensământului din 2001, majoritatea populației localității Levkiv era vorbitoare de ucraineană (99,47%), existând în minoritate și vorbitori de alte limbi.